# Église San Cosimato
L'église San Cosimato est une église située à Rome, en Italie. Elle a été construite au Xe siècle dans le quartier de Trastevere et comprend maintenant l'hôpital connu sous le nom de Nuovo Regina Margherita. À l'origine, elle a été construite comme monastère bénédictin dédié aux saints Côme (Cosmas) et Damien, d'où elle tire son nom. 
Le monastère a été transféré de la compétence de l'Ordre des Bénédictins à celle des moniales connues sous le nom de « Recluses de Saint-Damien » (Recluse di san Damiano). À partir de 1233, l'église a servi d'hospice. 

## Description
Le pape Sixte IV avait reconstruit l'église et le monastère en 1475, et après 1870, le couvent fut transformé en hôpital. La façade en briques de l'église, très simple, donne sur une place publique également appelée San Cosimato. L'église est précédée d’un portique construit au XIIe siècle et possède un campanile roman. 
Le presbytère contient une fresque appelée la Vierge et l'Enfant entre les saints François et Claire  réalisé par Antonio del Massaro.
Le monastère avait deux cloîtres : le premier, à droite de l’église, à partir de 1240, à l’origine sur deux étages : les arcs de l’étage supérieur ont été comblés dans les arrangements du XVe siècle ; La salle capitulaire et le second cloître à piliers avec un puits couvert au centre sont également dus à ces travaux.

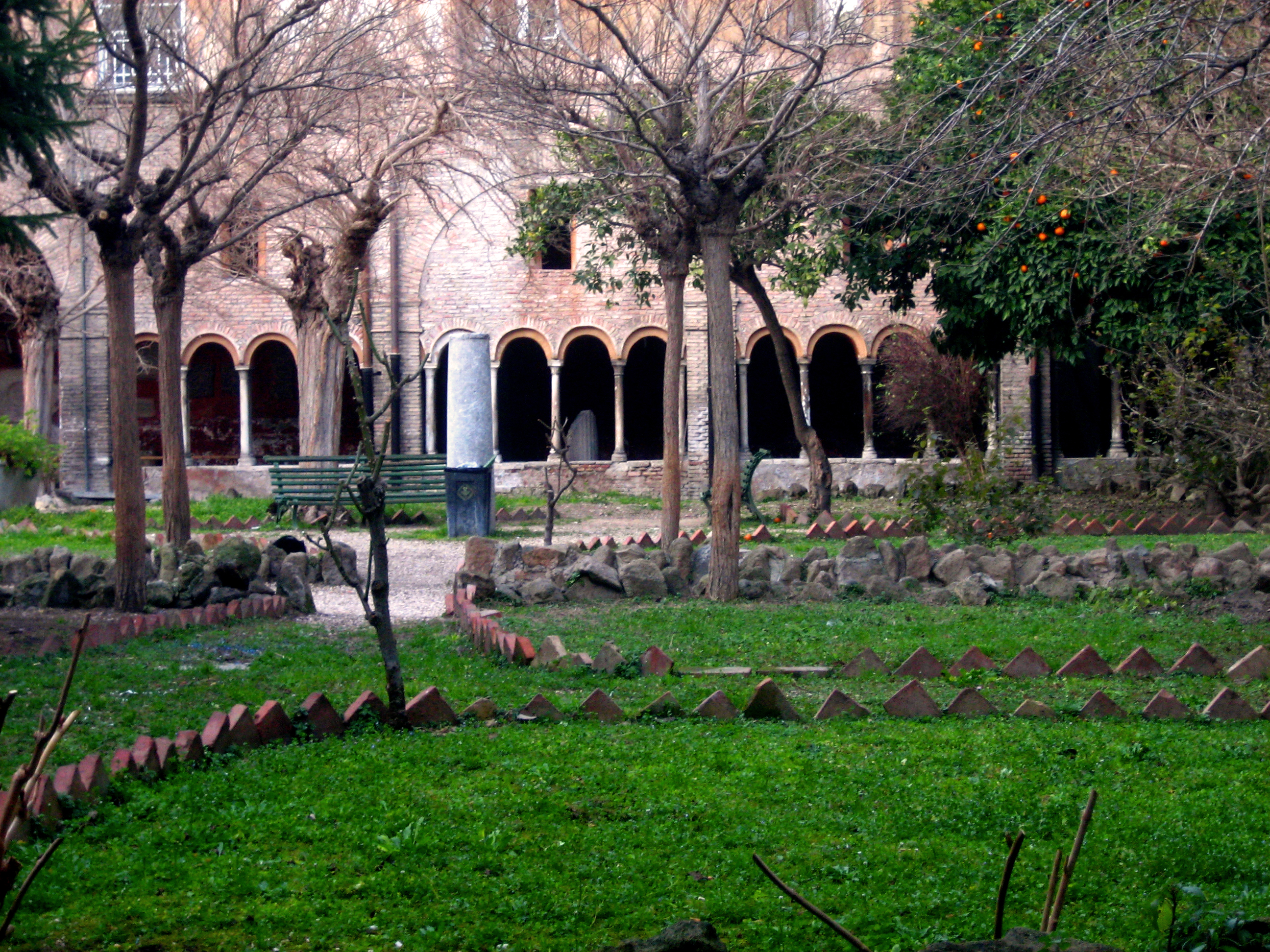
Le cloître.
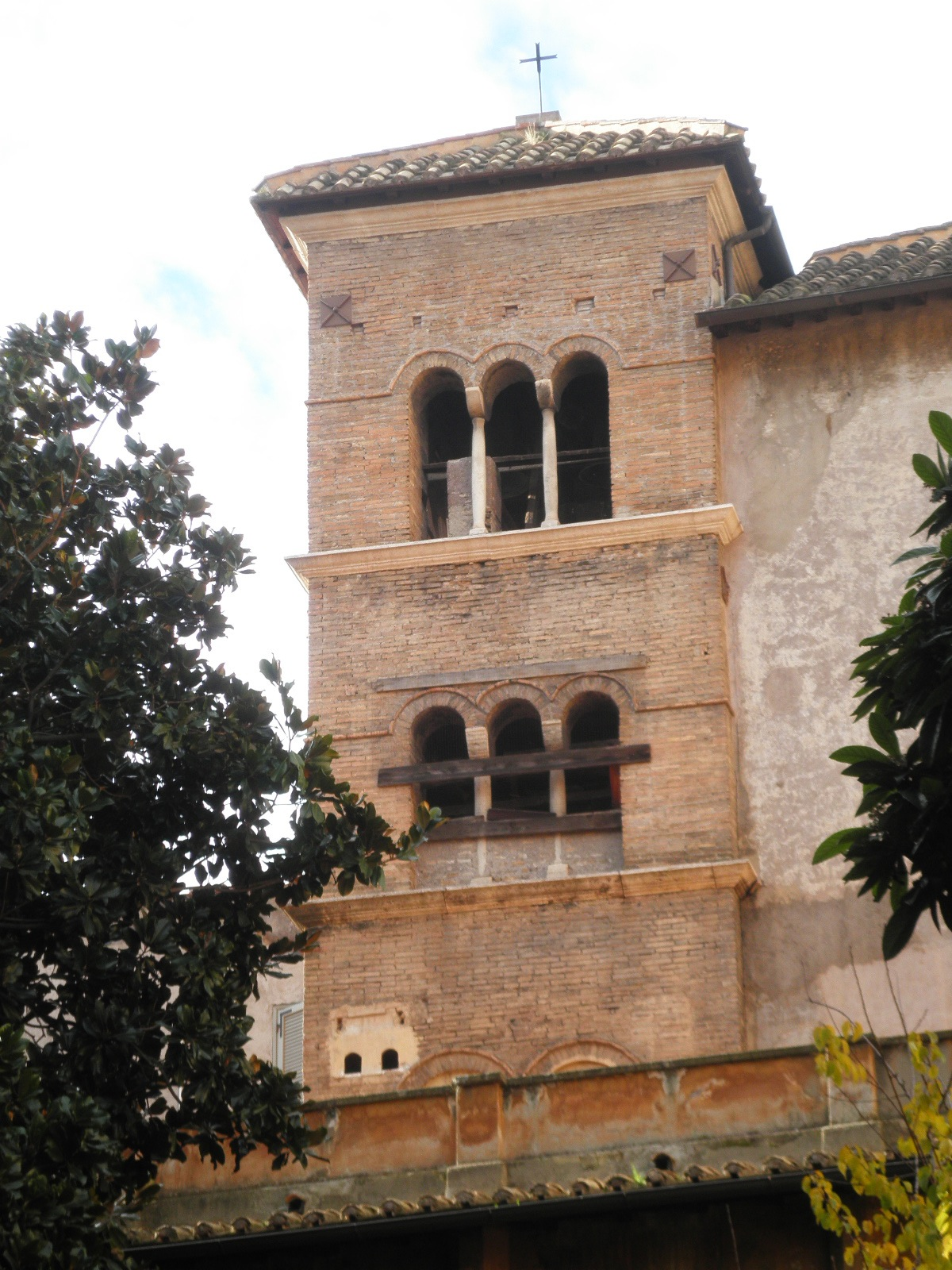
Le campanile.
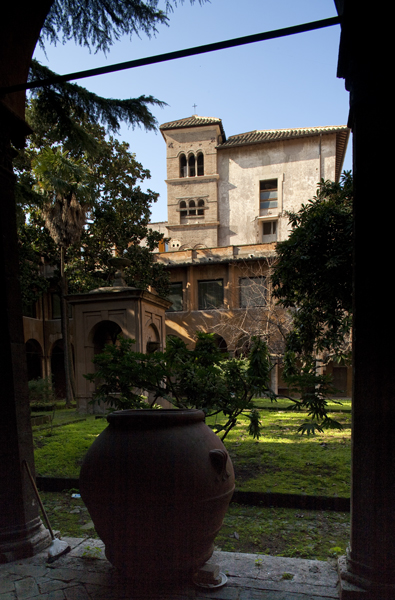
Vue d'ensemble.